# اللواء 67 طيران (اليمن)
اللواء 67 طيران هو لواء طيران يمني، يتبع القوات الجوية والدفاع الجوي، يتمركز اللواء في قاعدة الحديدة الجوية بمحافظة الحديدة، ضمن عمليات المنطقة العسكرية الخامسة.